# جريج جونسون
جريج جونسون (بالإنجليزية: Gregg Johnson)‏ هو لاعب هوكي الجليد أمريكي، ولد في 18 يونيو 1982 في Windsor, Connecticut ‏ في الولايات المتحدة.

## وصلات خارجية
- جريج جونسون على موقع دوري الهوكي الوطني (الإنجليزية)
- جريج جونسون على موقع EliteProspects.com (الإنجليزية)
- جريج جونسون على موقع Eurohockey.com (الإنجليزية)
- جريج جونسون على موقع HockeyDB.com (الإنجليزية)